# Nils Gustaf von Schoultz
Nils Gustaf Ulrik von Schoultz, född 7 oktober 1807 i Kuopio, död (avrättad) 8 december 1838, var en finlandssvensk militär, kemist och äventyrare.

## Biografi
Nils Gustaf von Schoultz föddes i Kuopio strax före finska krigets utbrott och följde med modern på flykten till Stockholm. Där bodde han en tid som fosterbarn hos sin faster. Efter kriget anslöt sig fadern åter till familjen i Stockholm. Efter hans död 1816 flyttade familjen till Björneborg, där Nils Gustafs morbror upprätthöll en skola som tillämpade Pestalozzis undervisningsmetoder. Då morbrodern 1821 flyttade skolan till Sääksmäki återvände modern med barnen till Stockholm. Nils Gustaf fick samma år inleda sina studier som frikadett vid Kungliga Krigsakademien på Karlberg. Ännu samma höst befordrades han till sergeant vid Svea Artilleriregemente. Två år senare befordrades han till underlöjtnant vid samma enhet. I maj 1829 avlade han artilleriofficersexamen vid Högre artilleriläroverket i Marieberg. Ett år senare anhöll han om avsked ur krigstjänsten och det ryktades om att han hade stora spelskulder.

### Ut i världen
Släkten väntade honom 1830 till Finland för att fira jul men han försvann från Sverige. Ett student- och kadettuppror bröt ut i Warszawa men det kvästes av de ryska trupperna. Själv berättade han senare att han hade deltagit på de upproriskas sida men blivit fången och sedan rymt. Under hösten 1831 tog han sig till Paris där man vid den tiden inrättade Främlingslegionen. Där samlades de utländska soldater som dittills hade kämpat i den franska armén och andra frivilliga och deras uppdrag var till en början att kuva Algeriet. Enligt vad von Schoultz själv berättade hade han deltagit i striderna där men redan i mars 1833 kom han till Florens trots att legionärkontrakten uppgjordes på två år.

### Åter till Sverige
Sommaren innan hade Nils Gustafs mor, syster och bror flyttat till Florens för att systern skulle kunna ta avancerade sånglektioner. Då han kom till Florens umgicks hans syskon mycket med två skotska systrar, Anne och Mary Campbell. Redan ett år efter att Nils Gustaf hade kommit till Florens, i mars 1834, gifte han sig med Anne Campbell. Därefter reste brudparet med brudens mor och syster till Sverige och med ekonomisk hjälp från Nils Gustafs fosterföräldrar bosatte de sig i Karlskrona. Nils Gustaf inrättade där ett laboratorium där han med hjälp av sina kunskaper från artilleriutbildningen utvecklade en ny metod att raffinera kamfer, för vilken han fick patent. På sensommaren reste Nils Gustaf och Anne till Skottland för att ta med sig moderns bohag och innestående medel från hennes vistelse i Indien. Där försökte han också utan framgång sälja sin metod att rödfärga bomull. Hemma i Karlskrona hade paret under åren fått två döttrar, men kort efter den andra dotterns födelse reste Nils Gustaf till London för att hitta finansiering för sina uppfinningar.

### Nordamerika
Utan att berätta för någon reste von Schoultz till New York dit han kom i augusti 1836. Han antog där en ny identitet och kallade sig Nils Scholtewskii von Schoultz samt uppgav att han var en polsk katolik. Han begav sig omedelbart uppför Hudsonfloden till Syracuse och Salina där saltsjudningen var en stor industri. Där startade han ett laboratorium och utvecklade en ny raffineringsmetod för att utvinna salt. Han beslöt att ansöka om patent för metoden och på resan till Washington besökte han saltproducerande orter inom räckhåll. I maj 1837 registrerades han som amerikansk medborgare och två dagar senare skrev han till sin hustru och lovade henne pengar. Det var det sista som hustrun hörde av honom. När han återvände till Salina surrade ryktena om ett uppror i slutet av år 1837 i Övre Kanada men som hastigt hade slagits ned. Frihetskämparna sökte sig över till Förenta staterna och bildade Hunter’s Lodges, en hemlig milis, i trakterna närmast de stora sjöarna. 

### Anfallet i Kanada
Hunter's Lodge i Salina rekryterade von Schoultz och han kom genast i kontakt med den plan som gick ut på att erövra Fort Wellington i Prescott vid Saint Lawrencefloden från engelsmännen. Fortet var det starkaste brittiska fästet i området och om det föll tänkte man sig att kanadensarna själva skulle resa sig mot det brittiska väldet. von Schoultz reste till New York och en tid av hösten 1838 upprätthöll han en värvningsbyrå för saken i staden. Den 11 november avreste en styrka med ångbåt nedför Saint Lawrencefloden och gick iland vid Windmill Point nära Fort Wellington. Britterna upptäckte landstigningen och styrkorna som hade samlats på den amerikanska sidan kunde inte ta sig över floden. De som lyckades stiga iland förskansade sig i den gamla kvarnbyggnaden. De saknade sina högre officerare, endast tre lägre officerare var med och männen valde bland dem von Schoultz till sin befälhavare. Trots alla problem lyckades männen i kvarnen hålla stånd mot en överlägsen brittisk styrka i fem dagar. De kvarvarande männen gav upp och togs till Fort Henry som krigsfångar. Några veckor senare dömdes von Schoultz till döden genom hängning vilket också genomfördes i december 1838.

## Familj
Nils Gustaf von Schoultz var son till ledamoten av Rikets allmänna ärendens beredning Nils Fredric von Schoultz (1767–1816) och Jeanne Henriette Gripenberg (1784–1841).
Nils Gustaf von Schoultz var gift 1834 med Anne Arabella Cordelia (Nancy) Campbell (1813–1863), dotter till köpmannen i Calcutta Alexander Campbell of Glenorchy och Mary Frazer of Fairfield.

### Barn
- Mary Henriette Florence (1835–1892). Gift 1859 med kollegiirådet Carl Fredrik Sebastian von Schoultz (1834–1892).
- Anna Elisabeth von Schoultz (1836–1894). Gift 1859 med amiralen Johan Hampus Furuhjelm[6] (1821–1909).